# Station Berre
Station Berre is een spoorwegstation in de Franse gemeente Berre-l'Étang.